# Wapens van A tot Z
Dit is een lijst met alle pagina's van A tot Z met betrekking tot heraldische wapens. Op Wikipedia wordt een groeiend aantal wapens beschreven in aparte artikels. Elk artikel behandelt idealiter minstens de historie, de symboliek en de ontwerpdetails van een wapen.

## A
- Wapen van Aa en Hunze
- Wapen van Aa en Maas
- Wapen van Aagtekerke
- Wapen van de heerlijkheid Aagtekerke
- Wapen van Aalbeke
- Wapen van Aalburg
- Wapen van Aalsmeer
- Wapen van Aalst (Noord-Brabant)
- Wapen van Aalst (Oost-Vlaanderen)
- Wapen van Aalst (Zaltbommel)
- Wapen van Aalsum
- Wapen van Aalten (gemeente)
- Wapen van Aalter
- Wapen van Aardenburg
- Wapen van Aarlanderveen
- Wapen van Aarle-Rixtel
- Wapen van Aarlen
- Wapen van Aarschot
- Wapen van Aartselaar
- Wapen van Aat
- Wapen van Abbekerk
- Wapen van Abbenbroek
- Wapen van Abchazië
- Wapen van Abcoude
- Wapen van Abcoude-Baambrugge
- Wapen van Abcoude-Proostdij
- Wapen van Abtsregt
- Wapen van Achlum
- Wapen van Achtkarspelen
- Wapen van Achttienhoven
- Wapen van Acquoy
- Wapen van Acre
- Wapen van Adorp
- Wapen van Aduard
- Wapen van Adzjarië
- Wapen van Aegum
- Wapen van Aengwirden
- Wapen van Affligem
- Embleem van Afghanistan
- Wapen van Aguascalientes
- Wapen van Aiseau-Presles
- Wapen van Aken
- Wapen van Akersloot
- Wapen van Akkerwoude
- Wapen van Akkrum
- Zegel van Alabama
- Wapen van Alagoas
- Wapen van Åland
- Zegel van Alaska
- Wapen van Albanië
- Wapen van Albany (New York)
- Wapen van Alberta
- Wapen van Alblasserdam
- Wapen van Albrandswaard
- Wapen van Alem
- Wapen van Alem, Maren en Kessel
- Embleem van Algerije
- Wapen van Alkemade
- Wapen van Alken
- Wapen van Alkmaar
- Wapen van Allingawier
- Wapen van Almelo
- Wapen van Almere
- Wapen van Almkerk
- Wapen van Alphen-Chaam
- Wapen van Alphen (Zuid-Holland)
- Wapen van Alphen aan den Rijn
- Wapen van Alphen en Riel
- Wapen van Altena (Nederland)
- Wapen van Altweerterheide
- Wapen van Alveringem
- Wapen van Amay
- Wapen van Ambatondrazaka
- Wapen van Ambt Almelo
- Wapen van Ambt Delden
- Wapen van Ambt Hardenberg
- Wapen van Ambt Ommen
- Wapen van Amby
- Wapen van Ameide
- Wapen van Ameland
- Wapen van Amelander Grieën
- Zegel van de Amerikaanse Maagdeneilanden
- Wapen van Amerongen
- Wapen van Amersfoort
- Wapen van Ammerstol
- Wapen van Ammerzoden
- Wapen van Amstel, Gooi en Vecht
- Wapen van Amstelveen
- Wapen van Amstenrade
- Wapen van Amsterdam
- Wapen van Amsterdam (Frans Werner)
- Wapen van Amsterdam (schip, 1653)
- Wapen van Amsterdamscheveld
- Wapen van Andel (Nederland)
- Wapen van Andenne
- Wapen van Anderlecht
- Wapen van Anderlues
- Wapen van Andijk
- Wapen van Andorra
- Wapen van Angerlo
- Wapen van Angola
- Wapen van Anguilla
- Wapen van Anhalt
- Wapen van Anhée
- Wapen van Anjum
- Wapen van Ankeveen
- Wapen van Anloo
- Wapen van Anna Paulowna (plaats)
- Wapen van Anna Paulownapolder
- Wapen van Ans
- Wapen van Antalaha
- Wapen van Antananarivo
- Wapen van Antigua en Barbuda
- Wapen van Antoing
- Wapen van Antwerpen (provincie)
- Wapen van Antwerpen (stad)
- Wapen van Anzegem
- Wapen van Aostadal
- Wapen van Apeldoorn
- Wapen van Appelscha
- Wapen van Appeltern
- Wapen van Appingedam
- Wapen van de Arabische Democratische Republiek Sahara
- Wapen van Arcen en Velden
- Wapen van Ardooie
- Wapen van Arendonk
- Wapen van Argentinië
- Zegel van Arizona
- Zegel van Arkansas
- Wapen van Arkel
- Wapen van Armenië
- Wapen van Arnemuiden
- Wapen van Arnhem
- Wapen van Aruba
- Wapen van Arum
- Wapen van As
- Wapen van Asperen
- Wapen van Asse
- Wapen van Assen
- Wapen van Assendelft
- Wapen van Assenede
- Wapen van Assesse
- Wapen van Asten (Noord-Brabant)
- Wapen van Astrachan
- Wapen van Attert
- Wapen van Aubange
- Wapen van Aubel
- Wapen van Augsbuurt
- Wapen van Augustinusga
- Wapen van Australië
- Wapen van Avelgem
- Wapen van Avenhorn
- Wapen van Avereest
- Wapen van Awans
- Wapen van Axel
- Wapen van Aywaille
- Wapen van Azerbeidzjan

## B
- Wapen van de heerlijkheid Baak
- Wapen van Baard
- Wapen van Baarderadeel
- Wapen van Baardwijk
- Wapen van Baarland
- Wapen van Baarle-Hertog
- Wapen van Baarle-Nassau
- Wapen van Baarn
- Wapen van Baden
- Wapen van Baden-Württemberg
- Wapen van Baelen
- Wapen van Baexem
- Wapen van Baflo
- Wapen van de Bahama's
- Embleem van Bahrein
- Wapen van Baijum
- Wapen van Baja California
- Wapen van Baja California Sur
- Wapen van Bakel
- Wapen van Bakel en Milheeze
- Wapen van Bakkeveen
- Wapen van Balen
- Wapen van Balk
- Wapen van Ballum
- Wapen van Bangladesh
- Zegel van Baphomet
- Wapen van Barbados
- Wapen van Barendrecht
- Wapen van Barneveld
- Wapen van Barradeel
- Wapen van Barsingerhorn
- Wapen van Bartlehiem
- Wapen van Basilicata
- Zegel van de Bataafse Republiek
- Wapen van Batavia
- Wapen van Batenburg
- Wapen van Bath (Nederland)
- Wapen van Bathmen
- Wapen van Bavel
- Wapen van Bavikhove
- Wapen van Bazel
- Wapen van Beaumont
- Wapen van Beauraing
- Wapen van Bedum
- Wapen van Beegden
- Wapen van Beek (Limburg)
- Wapen van Beek en Donk
- Wapen van Beekdaelen
- Wapen van Beemster
- Wapen van Beernem
- Wapen van Beers (Friesland)
- Wapen van Beers (Noord-Brabant)
- Wapen van Beerse
- Wapen van Beersel
- Wapen van Beerta
- Wapen van Beesd
- Wapen van Beesel
- Wapen van Beets
- Wapen van Beetsterzwaag
- Wapen van Begijnendijk
- Wapen van Beieren
- Wapen van Beilen
- Wapen van Bekkevoort
- Wapen van Belfeld
- Wapen van België
- Wapen van Belize
- Wapen van Bellingwedde
- Wapen van Bellingwolde
- Wapen van Belo Horizonte
- Wapen van Beltrum
- Wapen van Belœil
- Wapen van Bemelen
- Wapen van Bemmel
- Wapen van paus Benedictus XV
- Wapen van paus Benedictus XVI
- Wapen van Benin
- Wapen van Bennebroek
- Wapen van de heerlijkheid Bennebroek
- Wapen van Benschop
- Wapen van Bentheim
- Wapen van Benthuizen
- Wapen van Berg en Dal
- Wapen van Berg en Terblijt
- Wapen van Bergambacht
- Wapen van Bergeijk
- Wapen van Bergen (België)
- Wapen van Bergen (Limburg)
- Wapen van Bergen (Noord-Holland)
- Wapen van Bergen (Noorwegen)
- Wapen van Bergen op Zoom
- Wapen van Bergharen
- Wapen van Berghem
- Wapen van Bergschenhoek
- Wapen van Bergum
- Wapen van Beringen (België)
- Wapen van Berkel-Enschot
- Wapen van Berkel en Rodenrijs
- Wapen van Berkelland
- Wapen van Berkenrode
- Wapen van Berkenwoude
- Wapen van Berkhout
- Wapen van Berlaar
- Wapen van Berlare
- Wapen van Berlicum
- Wapen van Berlikum
- Wapen van Bermuda
- Wapen van Bernheze
- Wapen van Bernisse
- Wapen van Bertem
- Wapen van Besoijen
- Wapen van Best
- Wapen van Beugen en Rijkevoort
- Wapen van Beuningen
- Wapen van Beusichem
- Wapen van Bevekom
- Wapen van Bever
- Wapen van Beveren
- Wapen van Beverwijk
- Wapen van Beyne-Heusay
- Embleem van Bhutan
- Wapen van Bierbeek
- Wapen van Biert
- Wapen van Bierum
- Wapen van Biervliet
- Wapen van Biggekerke
- Wapen van waterschap Bijlmer
- Wapen van Bijlmermeer
- Wapen van Bilzen
- Wapen van Bingelrade
- Wapen van Binnenmaas
- Wapen van Bièvre
- Blaauw (familie)
- Wapen van Bladel
- Wapen van Bladel en Netersel
- Wapen van Blankenberge
- Wapen van Blankenham
- Wapen van Blaricum
- Wapen van Blauwhuis
- Wapen van Bleiswijk
- Wapen van Bleskensgraaf
- Wapen van Bleskensgraaf en Hofwegen
- Wapen van de heerlijkheid Blitterswijk
- Wapen van Bloemendaal
- Wapen van Blokker
- Wapen van Blokzijl
- Wapen van Bloois
- Wapen van Bocholt
- Wapen van Bocholtz
- Wapen van Bodegraven
- Wapen van Bodegraven-Reeuwijk
- Wapen van Boechout
- Wapen van Boedapest
- Wapen van Boekarest
- Wapen van Boekel
- Wapen van Boelenslaan
- Wapen van Boer
- Wapen van Boerakker-Lucaswolde
- Wapen van Boijl
- Wapen van Bokhoven
- Wapen van Bolivia
- Wapen van Bologna (stad)
- Wapen van Bolsward
- Wapen van Bommenede
- Wapen van Bonaire
- Wapen van Bonheiden
- Wapen van Bontebok
- Wapen van Boom
- Wapen van Boornbergum
- Wapen van Boornsterhem
- Wapen van Boortmeerbeek
- Wapen van Borculo
- Wapen van Borger
- Wapen van Borger-Odoorn
- Wapen van Borgharen
- Wapen van Borgloon
- Wapen van Borkel en Schaft
- Wapen van Born
- Wapen van Borne
- Wapen van Bornem
- Wapen van Bornwird
- Wapen van Borsbeek
- Wapen van Borsele
- Wapen van Boschkapelle
- Wapen van Boskoop
- Wapen van Bosnië en Herzegovina
- Wapen van Botland
- Wapen van Botswana
- Wapen van Boussu
- Wapen van Boutersem
- Wapen van Bovenkarspel
- Wapen van Boxmeer
- Wapen van Boxtel
- Wapen van Bozum
- Wapen van Brabant
- Wapen van Brabantse Delta
- Wapen van Brakel (Oost-Vlaanderen)
- Wapen van Brakel (Zaltbommel)
- Wapen van Brandwijk
- Wapen van Brantgum
- Wapen van Brasschaat
- Wapen van Brazilië
- Wapen van Brecht
- Wapen van Breda
- Wapen van bisdom Breda
- Wapen van de Brede Watering van Zuid-Beveland
- Wapen van Bredene
- Wapen van Brederwiede
- Wapen van Bredevoort
- Wapen van Bree
- Wapen van Bremen
- Wapen van Breskens
- Wapen van Breukelen
- Wapen van Breukelen-Nijenrode
- Wapen van Breukelen-Sint Pieters
- Wapen van Brielle
- Wapen van Brigdamme
- Wapen van Brijdorpe
- Wapen van de Britse Maagdeneilanden
- Wapen van Britswerd
- Wapen van Broek, Thuil en 't Weegje
- Wapen van Broek in Waterland
- Wapen van Broek op Langedijk
- Wapen van Broekhuizen
- Wapen van Broeksittard
- Wapen van Broeksterwoude
- Wapen van Bronckhorst
- Wapen van Brongerga
- Wapen van Brouwershaven
- Wapen van Brugge
- Wapen van Bruinisse
- Wapen van Brummen
- Wapen van Brunehaut
- Wapen van Brunei
- Wapen van Brunssum
- Wapens van Brunswijk en Lüneburg
- Wapen van Brussel
- Wapen van Budel
- Wapen van Buggenhout
- Wapen van Buggenum
- Wapen van Buiksloot
- Wapen van Buitenpost
- Wapen van Bulgarije
- Wapen van Bunde
- Wapen van Bunnik
- Wapen van Bunschoten
- Wapen van Buren
- Wapen van Burgh
- Wapen van Burgwerd
- Wapen van Burkina Faso
- Wapen van Burum
- Wapen van Burundi
- Wapen van Bussum
- Wapen van Buttinge
- Wapen van Buurmalsen

## C
- Wapen van de heerlijkheid Cadier
- Wapen van Cadier en Keer
- Wapen van Cadzand
- Zegel van Californië
- Wapen van Callantsoog
- Wapen van Cambodja
- Wapen van Campanië
- Wapen van Campeche
- Wapen van Canada
- Wapen van de Canarische Eilanden
- Wapen van Capelle (Noord-Brabant)
- Wapen van Capelle aan den IJssel
- Wapen van Castricum
- Wapen van de Centraal-Afrikaanse Republiek
- Wapen van Chaam
- Wapen van Chapelle-lez-Herlaimont
- Wapen van Charlois
- Wapen van Chastre
- Wapen van Chaumont-Gistoux
- Wapen van Chiapas
- Wapen van Chihuahua
- Wapen van Chili
- Wapen van Chièvres
- Wapen van Cillaarshoek
- Wapen van Ciney
- Wapen van de City of London
- Wapen van Clinge
- Wapen van Coahuila de Zaragoza
- Wapen van Coevorden
- Wapen van Colfontaine
- Wapen van Colijnsplaat
- Wapen van Colima
- Wapen van Colmar-Berg
- Wapen van Colombia
- Zegel van Colorado
- Wapen van de Comoren
- Wapen van Congo-Brazzaville
- Wapen van Congo-Kinshasa
- Zegel van Connecticut
- Wapen van Cornwerd
- Vlag van Corsica
- Wapen van Costa Rica
- Wapen van Cothen
- Wapen van Court-Saint-Étienne
- Wapen van Cranendonck
- Wapen van Cromstrijen
- Wapen van Cromvoirt
- Wapen van Cuba
- Wapen van Cuijk
- Wapen van Cuijk en Sint Agatha
- Wapen van Culemborg
- Wapen van Curaçao
- Wapen van Cyprus

## D
- Wapen van Dalen
- Wapen van Dalfsen
- Wapen van Dantumadeel
- Wapen van Dantumawoude
- Wapen van Darthuizen
- Wapen van De Aarlanden
- Wapen van De Bilt
- Wapen van De Bovenvecht
- Wapen van De Deelen
- Wapen van De Dommel
- Wapen van De Friese Meren
- Wapen van De Grieën op Ameland
- Wapen van De Haan
- Wapen van De Lier
- Wapen van De Luts
- Wapen van De Marne
- Wapen van De Mijl
- Wapen van De Monden
- Wapen van De Mortel
- Wapen van De Ommedijck
- Wapen van De Oude Vaart
- Wapen van De Pinte
- Wapen van De Rijp
- Wapen van De Rips
- Wapen van De Ronde Venen
- Wapen van De Runde
- Wapen van De Tike
- Wapen van De Valom
- Wapen van De Vechtlanden
- Wapen van De Veenhoop
- Wapen van De Veenmarken
- Wapen van De Vier Noorder Koggen
- Wapen van De Vledder en Wapserveense Aa
- Wapen van De Vuursche
- Wapen van De Waterlanden
- Wapen van De Werken en Sleeuwijk
- Wapen van De Wijk
- Wapen van De Wilp
- Wapen van De Wold Aa
- Wapen van De Wolden
- Wapen van Dedgum
- Wapen van Deersum
- Wapen van Deil
- Wapen van Deinze
- Wapen van Delfshaven
- Wapen van Delft
- Wapen van Delfzijl
- Zegel van koning Den
- Wapen van Den Bommel
- Wapen van Den Dungen
- Wapen van Den Haag
- Wapen van Den Ham
- Wapen van Den Helder
- Wapen van Denderleeuw
- Wapen van Dendermonde
- Wapen van Denekamp
- Wapen van Denemarken
- Wapen van Dessel
- Wapen van Deurne (Nederland)
- Wapen van Deurne en Liessel
- Wapen van Deventer
- Wapen van Didam
- Wapen van Dieden, Demen en Langel
- Wapen van Diemen
- Wapen van Diepenbeek
- Wapen van Diepenheim
- Wapen van Diepenveen
- Wapen van Diessen (Noord-Brabant)
- Wapen van Diest
- Wapen van Diever
- Wapen van Dijk en Waard
- Wapen van Dijkbestuur Waterland
- Wapen van Dijkbestuur van de Purmer
- Wapen van Diksmuide
- Wapen van Dilbeek
- Wapen van Dilsen-Stokkem
- Wapen van Dinkelland
- Wapen van Dinteloord
- Wapen van Dinther
- Wapen van Dinxperlo
- Wapen van Dirksland
- Wapen van Djibouti
- Wapen van Dodewaard
- Wapen van Doesburg
- Wapen van Doetinchem
- Wapen van Dokkum
- Wapen van Dollardzijlvest
- Wapen van Domburg
- Wapen van Dominica
- Wapen van de Dominicaanse Republiek
- Wapen van Dommelen
- Wapen van Dongen
- Wapen van Dongeradeel
- Wapen van Dongjum
- Wapen van Doniawerstal
- Wapen van Donkerbroek
- Wapen van Doorn
- Wapen van Doornik
- Wapen van Doornspijk
- Wapen van Dordrecht
- Wapen van Doreweerd
- Wapen van Drachten
- Wapen van Drachtstercompagnie
- Wapen van Drecht en Vecht
- Wapen van Drechterland
- Wapen van het dijkgraafschap Drechterland
- Wapen van Dreischor
- Wapen van Drenthe (heraldiek)
- Wapen van Drentse Aa
- Wapen van Dreumel
- Wapen van Driebergen
- Wapen van Driebergen-Rijsenburg
- Wapen van Driebruggen
- Wapen van Driel
- Wapen van Driesum
- Wapen van Driewegen
- Wapen van Drimmelen
- Wapen van Drogeham
- Wapen van Drogenbos
- Wapen van Drongelen
- Wapen van Dronrijp
- Wapen van Dronten
- Wapen van Drunen
- Wapen van Druten
- Wapen van Dubbeldam
- Wapen van Duffel
- Wapen van de Duitse Democratische Republiek
- Wapen van Duitsland
- Wapen van de keizer van Duitsland
- Wapen van Duiveland
- Wapen van Duiven
- Wapen van Duivendijke
- Wapen van Duizel en Steensel
- Wapen van Durango
- Wapen van Dussen
- Wapen van Duurswold
- Wapen van Dwingeloo

## E
- Wapen van Eastermar
- Wapen van Echt
- Wapen van Echt-Susteren
- Wapen van Echteld
- Wapen van Echten
- Wapen van Ecuador
- Wapen van Edam-Volendam
- Wapen van Ede
- Wapen van Edegem
- Wapen van Edens
- Wapen van Ee
- Wapen van Eeklo
- Wapen van Eelde
- Wapen van Eemnes
- Wapen van Eemsdelta
- Wapen van Eemsmond
- Wapen van Eemszijlvest
- Wapen van Eenrum
- Wapen van Eernewoude
- Wapen van Eersel
- Wapen van Eestrum
- Wapen van Eethen
- Wapen van Egmond
- Wapen van Egmond-Binnen
- Wapen van Egmond aan Zee
- Wapen van Egypte
- Wapen van Eibergen
- Wapen van Eigenbrakel
- Wapen van Eijsden
- Wapen van Eijsden-Margraten
- Wapen van Eindhoven
- Wapen van El Salvador
- Wapen van Elahuizen
- Wapen van Elburg
- Wapen van Elden
- Wapen van Electra
- Wapen van Elkerzee
- Wapen van Ellemeet
- Wapen van Ellewoutsdijk
- Wapen van Elsendorp
- Wapen van Elsene
- Wapen van Elsloo
- Wapen van Elst
- Wapen van de Elzas
- Wapen van Emmen
- Wapen van Emmer-Erfscheidenveen
- Wapen van Emmikhoven en Waardhuizen
- Wapen van Empel en Meerwijk
- Wapen van Engelen
- Wapen van Engwierum
- Wapen van Enkhuizen
- Wapen van Enschede
- Wapen van Enspijk
- Wapen van Epe
- Wapen van Equatoriaal-Guinea
- Wapen van Érezée
- Wapen van Eritrea
- Wapen van Ermelo
- Wapen van Erp (Meierijstad)
- Wapen van Erpe-Mere
- Wapen van Esch (Boxtel)
- Wapen van Escharen
- Wapen van Esonstad
- Wapen van Espírito Santo
- Wapen van Essen (België)
- Wapen van Est en Opijnen
- Wapen van Estland
- Wapen van Ethiopië
- Wapen van Etten-Leur
- Wapen van Etterbeek
- Wapen van Everdingen
- Wapen van Evere
- Wapen van Eversdijk
- Wapen van Ewijk
- Wapen van Exmorra
- Wapen van Eygelshoven
- Wapen van Ezinge

## F
- Wapen van de Faeröer
- Wapen van de Falklandeilanden
- Wapen van Fenoarivo Atsinanana
- Wapen van Ferwerd
- Wapen van Ferwerderadeel
- Wapen van Ferwoude
- Wapen van Fiji
- Wapen van Fijnaart en Heijningen
- Wapen van de Filipijnen
- Wapen van Finland
- Wapen van Finsterwolde
- Wapen van Firdgum
- Wapen van Fivelingo
- Wapen van Flevoland
- Wapen van Folsgare
- Wapen van Fortaleza
- Wapen van Foudgum
- Wapen van Franche-Comté
- Wapen van paus Franciscus
- Wapen van Franeker
- Wapen van Franekeradeel
- Embleem van Frankrijk
- Embleem van Frans-Polynesië
- Wapen van Frasnes-lez-Anvaing
- Wapen van Friens
- Wapen van Frieschepalen
- Wapen van Friesland
- Wapen van Friuli-Venezia Giulia
- Wapen van Froidchapelle

## G
- Wapen van Gaast
- Wapen van Gaasterland
- Wapen van Gaasterland-Sloten
- Wapen van Gaastmeer
- Wapen van Gabon
- Wapen van Galder
- Wapen van Galmaarden
- Wapen van Gambia
- Wapen van Gameren
- Wapen van Ganshoren
- Wapen van Gapinge
- Wapen van Garijp
- Wapen van Gassel
- Wapen van Gasselte
- Wapen van Gavere
- Grootzegel van de Geconfedereerde Staten van Amerika
- Wapen van Geel
- Wapen van Geersdijk
- Wapen van Geertruidenberg
- Wapen van Geervliet
- Wapen van Geesteren
- Wapen van Geetbets
- Wapen van Geffen
- Wapen van Geldenaken
- Wapen van Gelderland
- Wapen van Geldermalsen
- Wapen van Geldrop
- Wapen van Geldrop-Mierlo
- Wapen van Geleen
- Wapen van Gemert
- Wapen van Gemert-Bakel
- Wapen van Genderen
- Wapen van Gendringen
- Wapen van Gendt
- Wapen van Genemuiden
- Wapen van Genk
- Wapen van Gennep
- Wapen van Gent
- Wapen van Georgië
- Wapen van Geraardsbergen
- Wapen van Gerkesklooster-Stroobos
- Wapen van Gersloot
- Wapen van Gersloot-Polder
- Wapen van Gestel en Blaarthem
- Wapen van Geulle
- Wapen van Ghana
- Wapen van Gibraltar
- Wapen van Giekerk
- Wapen van Giessen-Nieuwkerk
- Wapen van Giessen (Noord-Brabant)
- Wapen van Giessenburg
- Wapen van Giessendam
- Wapen van Giessenlanden
- Wapen van Gieten
- Wapen van Giethoorn
- Wapen van Gilze en Rijen
- Wapen van Gingelom
- Wapen van Ginneken en Bavel
- Vlag van Gistel
- Wapen van Glabbeek
- Wapen van Goedereede
- Wapen van Goeree-Overflakkee
- Wapen van Goes
- Wapen van Goirle
- Wapen van Gooik
- Wapen van Gooise Meren
- Wapen van Goor
- Wapen van Gorinchem
- Wapen van Gorredijk
- Wapen van Gorssel
- Wapen van Gouda
- Wapen van Gouderak
- Wapen van Goudriaan
- Wapen van Goudswaard
- Wapen van Goutum
- Wapen van Gouvy
- Wapen van Goëngahuizen
- Wapen van Graafstroom
- Wapen van Graauw en Langendam
- Wapen van Grafhorst
- Wapen van Graft
- Wapen van Graft-De Rijp
- Wapen van Gramsbergen
- Wapen van Grathem
- Wapen van Grave
- Wapen van 's-Graveland
- Wapen van 's-Gravenbrakel
- Wapen van 's-Gravendeel
- Wapen van 's Gravenmoer
- Wapen van 's-Gravenpolder
- Wapen van 's-Gravenzande
- Wapen van Grenada
- Wapen van Greonterp
- Wapen van Grevenbicht
- Wapen van Griekenland
- Wapen van Grijpskerk
- Wapen van Grijpskerke
- Wapen van Grimbergen
- Wapen van Grobbendonk
- Wapen van Groede
- Wapen van Groenland
- Wapen van Groenlo
- Wapen van Groesbeek
- Wapen van Groessen
- Wapen van Groet
- Wapen van Groningen (provincie)
- Wapen van Groningen (stad)
- Wapen van bisdom Groningen
- Wapen van bisdom Groningen-Leeuwarden
- Wapen van Gronsveld
- Wapen van Groot-Ammers
- Wapen van Groot-Geestmerambacht
- Wapen van Groot-Waterschap van Woerden
- Wapen van Groot Maas en Waal
- Wapen van Groote Lindt
- Wapen van Groote Veenpolder in Weststellingwerf
- Wapen van Grootebroek
- Wapen van Grootegast
- Wapen van Grosthuizen
- Wapen van Grouw
- Wapen van Grubbenvorst
- Wapen van Guadeloupe
- Wapen van Guanabara
- Wapen van Guanajuato
- Wapen van Guatemala
- Wapen van Guernsey
- Wapen van Guerrero
- Wapen van Guinee
- Embleem van Guinee-Bissau
- Wapen van Gulik-Kleef-Berg
- Wapen van Gulpen
- Wapen van Gulpen-Wittem
- Wapen van Guyana

## H
- Wapen van Haacht
- Wapen van Haaften
- Wapen van Haaksbergen
- Wapen van Haamstede
- Wapen van Haaren
- Wapen van Haarlem
- Wapen van bisdom Haarlem
- Wapen van bisdom Haarlem-Amsterdam
- Wapen van Haarlemmerliede
- Wapen van Haarlemmerliede en Spaarnwoude
- Wapen van Haarlemmermeer
- Wapen van Haarlemmermeerpolder
- Wapen van Haarzuilens
- Wapen van Haastrecht
- Wapen van de Habsburgse Nederlanden
- Wapen van Haelen
- Wapen van Hagestein
- Embleem van Haïti
- Wapen van Halderberge
- Wapen van Halen
- Wapen van Halle (België)
- Wapen van Hallum
- Wapen van Halsteren
- Wapen van Ham
- Wapen van Hamont-Achel
- Wapen van Hanau
- Wapen van Handel
- Wapen van Hansweert
- Wapen van Hantum
- Wapen van Hantumhuizen
- Wapen van Haps
- Wapen van Hardegarijp
- Wapen van Hardenberg
- Wapen van Harderwijk
- Wapen van Hardinxveld
- Wapen van Hardinxveld-Giessendam
- Wapen van Haren (Groningen)
- Wapen van Haren en Macharen
- Wapen van Harenkarspel
- Wapen van Harkema
- Wapen van Harlingen
- Wapen van Harmelen
- Wapen van Hartwerd
- Wapen van Haskerhorne
- Wapen van Haskerland
- Wapen van Hasselt (België)
- Wapen van Hasselt (Overijssel)
- Wapen van Hattem
- Wapen van Haulerwijk
- Wapen van Hauwert
- Wapen van Havelte
- Wapen van Havenschap Delfzijl
- Wapen van Hazerswoude
- Wapen van Hechtel-Eksel
- Wapen van Hedel
- Wapen van Hedikhuizen
- Wapen van Heeg
- Wapen van Heel
- Wapen van Heel en Panheel
- Wapen van Heemskerk
- Wapen van Heemstede
- Wapen van Heenvliet
- Wapen van Heer
- Wapen van 's-Heer Abtskerke
- Wapen van 's-Heer Arendskerke
- Wapen van 's-Heer Hendrikskinderen
- Wapen van Heer Oudelands Ambacht
- Wapen van Heerde
- Wapen van 's-Heerenberg
- Wapen van 's-Heerenhoek
- Wapen van Heerenveen
- Wapen van Heerewaarden
- Wapen van Heerhugowaard
- Wapen van Heerjansdam
- Wapen van Heerlen
- Wapen van Heers
- Wapen van Heesch
- Wapen van Heeswijk
- Wapen van Heeswijk-Dinther
- Wapen van Heeze
- Wapen van Heeze-Leende
- Wapen van Hefshuizen
- Wapen van Hei- en Boeicop
- Wapen van Heille
- Wapen van Heiloo
- Wapen van Heinenoord
- Wapen van Heinkenszand
- Wapen van Heino
- Wapen van Heist-op-den-Berg
- Wapen van Hekelingen
- Wapen van Hekendorp
- Wapen van Helden
- Wapen van Hellendoorn
- Wapen van Hellevoetsluis
- Wapen van Helmond
- Wapen van Helvoirt
- Wapen van Hemelumer Oldeferd
- Wapen van Hemiksem
- Wapen van Hemmen
- Wapen van de heerlijkheid Hemmen
- Wapen van Hempens
- Wapen van Hemrik
- Wapen van Hendrik-Ido-Ambacht
- Wapen van Henegouwen
- Wapen van Hengelo (Gelderland)
- Wapen van Hengelo (Overijssel)
- Wapen van Hengstdijk
- Wapen van Hennaard
- Wapen van Hennaarderadeel
- Wapen van Hensbroek
- Wapen van Herent
- Wapen van Herentals
- Wapen van Herenthout
- Wapen van Herk-de-Stad
- Wapen van Herkingen
- Wapen van Herne
- Wapen van Herpt
- Wapen van Herselt
- Wapen van Herstappe
- Wapen van Herten (Nederland)
- Wapen van 's-Hertogenbosch
- Wapen van bisdom 's-Hertogenbosch
- Wapen van Herwen en Aerdt
- Wapen van Herwijnen
- Wapen van Hesselte
- Wapen van Hessen
- Wapen van Het Bildt
- Wapen van Het College ter Directie van den Slaperdijk
- Wapen van Het Hogeland
- Wapen van Het Lange Rond
- Wapen van Het Maasterras
- Wapen van Heteren
- Wapen van Heukelum
- Wapen van Heumen
- Wapen van Heusden-Zolder
- Wapen van Heusden (Noord-Brabant)
- Wapen van Heythuysen
- Wapen van Hiaure
- Wapen van Hichtum
- Wapen van Hidaard
- Wapen van Hidalgo
- Wapen van Hieslum
- Wapen van Hijlaard
- Wapen van Hijum
- Wapen van Hillegersberg
- Wapen van Hillegom
- Wapen van Hilvarenbeek
- Wapen van Hilversum
- Wapen van Hindeloopen
- Wapen van Hitzum
- Wapen van Hodenpijl
- Wapen van Hoedekenskerke
- Wapen van Hoegaarden
- Wapen van Hoeilaart
- Wapen van Hoek
- Wapen van Hoek van Holland
- Wapen van Hoeksche Waard (gemeente)
- Wapen van Hoenkoop
- Wapen van Hoensbroek
- Wapen van Hoeselt
- Wapen van Hoevelaken
- Wapen van Hoeven
- Wapen van Hof van Delft
- Wapen van Hof van Twente
- Wapen van Hogebeintum
- Wapen van Hohenlohe
- Wapen van Hohenzollern
- Wapen van Holendrecht
- Wapen van Hollands Kroon (gemeente)
- Wapen van Hollands Kroon (waterschap)
- Wapen van Hollandscheveld
- Wapen van Hollandse Delta
- Wapen van Holsbeek
- Wapen van Holten
- Wapen van Holwerd
- Wapen van Hommerts-Jutrijp
- Wapen van Honduras
- Wapen van Hongarije
- Wapen van Hontenisse
- Wapen van Hoofdplaat
- Wapen van Hoogblokland
- Wapen van Hooge en Lage Mierde
- Wapen van Hooge en Lage Zwaluwe
- Wapen van Hoogelande
- Wapen van Hoogeloon, Hapert en Casteren
- Wapen van Hoogeveen
- Wapen van Hoogezand
- Wapen van Hoogezand-Sappemeer
- Wapen van Hoogheemraadschap Amstelland
- Wapen van Hoogheemraadschap De Stichtse Rijnlanden
- Wapen van Hoogheemraadschap Hollands Noorderkwartier
- Wapen van Hoogheemraadschap van Delfland
- Wapen van Hoogheemraadschap van Rijnland
- Wapen van Hoogheemraadschap van Schieland en de Krimpenerwaard
- Wapen van Hoogheemraadschap van Uitwaterende Sluizen in Hollands Noorderkwartier
- Wapen van Hoogheemraadschap van de Alblasserwaard en de Vijfheerenlanden
- Wapen van Hoogheemraadschap van de Alblasserwaard met de landen van Arkel beneden de Zouwe
- Wapen van Hoogheemraadschap van de Uitwaterende Sluizen in Kennemerland en West-Friesland
- Wapen van Hoogkarspel
- Wapen van Hoogkerk
- Wapen van Hoogkerk, Leegkerk en Dorkwerd
- Wapen van Hoogland
- Wapen van Hoogstraten
- Wapen van Hoogvliet
- Wapen van Hoogwoud
- Wapen van Hoorn (Noord-Holland)
- Wapen van Hoornaar
- Wapen van Horebeke
- Wapen van Horn (Limburg)
- Wapen van Horssen
- Wapen van Horst (Limburg)
- Wapen van Horst aan de Maas
- Wapen van Houten
- Wapen van Houthalen-Helchteren
- Wapen van Houthem (Nederland)
- Wapen van Houthulst
- Wapen van Houtigehage
- Wapen van Hove
- Wapen van Huijbergen
- Wapen van Huins
- Wapen van Huissen
- Wapen van Huizen
- Wapen van Huizum
- Wapen van Huldenberg
- Wapen van Hulsberg
- Wapen van Hulshout
- Wapen van Hulst
- Wapen van Humbeek
- Wapen van Hummelo en Keppel
- Wapen van Hunsel
- Wapen van Hunze en Aa's
- Wapen van Hurwenen

## I
- Wapen van Idaard
- Wapen van Idaarderadeel
- Wapen van Idsegahuizum
- Wapen van Ieper
- Wapen van Ierland
- Wapen van IJlst
- Wapen van IJsbrechtum
- Wapen van IJsland
- Wapen van IJsselham
- Wapen van IJsselmonde
- Wapen van IJsselmuiden
- Wapen van IJsselstein
- Wapen van IJzendijke
- Wapen van Ilpendam
- Embleem van India
- Wapen van Indijk
- Wapen van Indonesië
- Wapen van de Informatiemanoeuvre
- Wapen van Irak
- Embleem van Iran
- Wapen van Israël
- Embleem van Italië
- Wapen van Itens
- Wapen van Itteren
- Wapen van Ivoorkust

## J
- Wapen van Jaarsveld
- Wapen van Jabeek
- Wapen van Jacobswoude
- Wapen van Jakarta
- Wapen van Jalisco
- Wapen van Jamaica
- Japans Keizerlijk zegel
- Wapen van Jellum
- Wapen van Jemen
- Wapen van Jerevan
- Wapen van Jersey
- Wapen van Jette
- Wapen van Jirnsum
- Wapen van Jisp
- Wapen van Joegoslavië
- Wapen van paus Johannes Paulus I
- Wapen van paus Johannes Paulus II
- Wapen van paus Johannes XXIII
- Wapen van Jonkersland
- Wapen van Jonkersvaart
- Wapen van Jordanië
- Wapen van Jorwerd
- Wapen van Joure
- Wapen van Jouswier
- Wapen van Jurbeke
- Wapen van Jutphaas

## K
- Wapen van Kaag en Braassem
- Wapen van de Kaaimaneilanden
- Embleem van Kaapverdië
- Wapen van Kaliningrad (stad)
- Wapen van Kalmthout
- Wapen van Kalslagen
- Wapen van Kamerik
- Wapen van Kameroen
- Wapen van Kampen
- Wapen van Kampenhout
- Wapen van Kamperland
- Wapen van Kamperveen
- Zegel van Kansas
- Wapen van Kantens
- Wapen van Kapelle-op-den-Bos
- Wapen van Kapelle (gemeente)
- Wapen van Kapellen
- Wapen van Kasteelbrakel
- Wapen van Kasterlee
- Wapen van Katendrecht
- Wapen van Kats
- Wapen van Kattendijke
- Wapen van Katwijk
- Wapen van Katwoude
- Wapen van Kazachstan
- Wapen van Kedichem
- Wapen van Keerbergen
- Wapen van Kenia
- Zegel van Kentucky
- Wapen van Keppel
- Wapen van Kerkrade
- Wapen van Kerkwerve
- Wapen van Kerkwijk
- Wapen van de heerlijkheid Kerkwijk
- Wapen van Kessel (Limburg)
- Wapen van Kessel (Noord-Brabant)
- Wapen van Kesteren
- Wapen van Kethel en Spaland
- Wapen van Kijfhoek
- Wapen van Kimswerd
- Wapen van Kinrooi
- Wapen van Kirgizië
- Wapen van Kiribati
- Wapen van Klaaskinderkerke
- Wapen van Klaaswaal
- Wapen van Kleine Lindt
- Wapen van Kleverskerke
- Wapen van Klimmen
- Wapen van Kloetinge
- Wapen van Kloosterburen
- Wapen van Klundert
- Wapen van Kockengen
- Wapen van Koedijk
- Wapen van Koekelberg
- Wapen van Koewacht
- Wapen van Koeweit
- Wapen van Koggenland
- Wapen van Kollum
- Wapen van Kollumerland en Nieuwkruisland
- Wapen van Kollumerpomp
- Wapen van Kollumerzwaag
- Wapen van het Koninkrijk der Beide Siciliën
- Wapen van het Koninkrijk der Nederlanden
- Wapen van Kontich
- Wapen van Koog aan de Zaan
- Wapen van Kootstertille
- Wapen van Kopenhagen
- Wapen van Korendijk
- Wapen van Kornwerderzand
- Wapen van Kortehemmen
- Wapen van Kortenaken
- Wapen van Kortenberg
- Wapen van Kortenhoef
- Wapen van Kortessem
- Wapen van Kortgene
- Wapen van Kortrijk
- Wapen van Kosovo
- Wapen van Koudekerk aan den Rijn
- Wapen van Koudekerke
- Wapen van Koudum
- Wapen van Kraainem
- Wapen van Krabbendijke
- Wapen van Kralingen
- Wapen van de Krim
- Wapen van Krimpen aan de Lek
- Wapen van Krimpen aan den IJssel
- Wapen van Krimpenerwaard
- Wapen van Kroatië
- Wapen van waterschap Kromme Rijn
- Wapen van Krommenie
- Wapen van Kruibeke
- Wapen van Kruiningen
- Wapen van Kubaard
- Wapen van Kuinre
- Wapen van Kuurne
- Wapen van Kwadijk

## L
- Wapen van La Roche-en-Ardenne
- Wapen van de heerlijkheid Laag Nieuwkoop
- Wapen van Laakdal
- Wapen van Laarbeek
- Wapen van Laarne
- Wapen van Lanaken
- Wapen van het Land van Cuijk (gemeente)
- Wapen van Landen
- Wapen van Landen van Arkel beneden de Zouwe
- Wapen van Landerd
- Wapen van Landgraaf
- Wapen van Landsmeer
- Wapen van Langbroek
- Wapen van Lange Ruige Weide
- Wapen van Langedijk
- Wapen van Langerak
- Wapen van Langezwaag
- Wapen van Langweer
- Wapen van Lansingerland
- Wapen van Laos
- Wapen van Laren (Gelderland)
- Wapen van Laren (Noord-Holland)
- Wapen van Lede en Oudewaard
- Wapen van Leek
- Wapen van Leende
- Wapen van Leens
- Wapen van Leerbroek
- Wapen van Leerdam
- Wapen van Leersum
- Wapen van Leeuwarden
- Wapen van Leeuwarderadeel
- Wapen van Leiden
- Wapen van Leiderdorp
- Wapen van Leidschendam
- Wapen van Leidschendam-Voorburg
- Wapen van Leidse Rijn
- Wapen van Leimuiden
- Wapen van Leiningen
- Wapen van Lekkerkerk
- Wapen van Lelystad
- Wapen van Lemmer
- Wapen van Lemsterland
- Wapen van Lennik
- Wapen van Lens
- Wapen van Leopoldsburg
- Wapen van Lesotho
- Wapen van Letland
- Wapen van Leudal
- Wapen van Leusden
- Wapen van Leuven
- Wapen van Lexmond
- Wapen van Libanon
- Wapen van Liberia
- Zegel van Libië
- Wapen van de heerlijkheid Lichtenberg
- Wapen van Lichtenvoorde
- Wapen van Lichtervelde
- Wapen van Liechtenstein
- Wapen van Liedekerke
- Wapen van Liemeer
- Wapen van Liempde
- Wapen van Lienden
- Wapen van Lier
- Wapen van Lierde
- Wapen van Lierop
- Wapen van Lieshout
- Wapen van Liesveld
- Wapen van Lille (België)
- Wapen van Limbricht
- Wapen van Limburg (België)
- Wapen van Limburg (Nederland)
- Wapen van waterschap Limburg
- Wapen van Limmen
- Wapen van Linden (Noord-Brabant)
- Wapen van Lingewaal
- Wapen van Lingewaard
- Wapen van Linkebeek
- Wapen van Linne
- Wapen van Linschoten
- Wapen van Lint
- Wapen van Linter
- Wapen van Lioessens
- Wapen van Lions
- Wapen van Lippe
- Wapen van Lippenhuizen
- Wapen van Lissabon
- Wapen van Lisse
- Wapen van Lith
- Wapen van Litouwen
- Wapen van Lits en Lauwers
- Wapen van Littenseradeel
- Wapen van Lochem
- Wapen van Loenen
- Wapen van Loenersloot
- Wapen van Loil
- Wapen van Lokeren
- Wapen van Lollum
- Wapen van Lombardije
- Wapen van Lommel
- Wapen van Londerzeel
- Wapen van Longerhouw
- Wapen van Lonneker
- Wapen van Loo- en Drostendiep
- Wapen van Loon op Zand
- Wapen van Looperskapelle
- Wapen van Loosdrecht
- Wapen van Loosduinen
- Wapen van Lopik
- Wapen van Lopikerwaard
- Wapen van Loppersum
- Wapen van Losser
- Wapen van Lotharingen
- Wapen van Löwenstein-Wertheim
- Wapen van Lubbeek
- Wapen van Luik (provincie)
- Wapen van Luinjeberd
- Wapen van Lummen
- Wapen van Lutkewierum
- Wapen van Luxemburg (land)
- Wapen van Luxemburg (stad)
- Wapen van Luxwoude
- Wapen van Luyksgestel

## M
- Wapen van Maarheeze
- Wapen van Maarn
- Wapen van Maarssen
- Wapen van Maarsseveen
- Wapen van Maartensdijk
- Wapen van Maasbommel
- Wapen van Maasbracht
- Wapen van Maasbree
- Wapen van Maasdam
- Wapen van Maasdonk
- Wapen van Maasdriel
- Wapen van Maaseik
- Wapen van Maasgouw
- Wapen van Maashees en Overloon
- Wapen van Maashorst
- Wapen van Maasland
- Wapen van Maasmechelen
- Wapen van Maasniel
- Wapen van Maassluis
- Wapen van Maastricht
- Wapen van Machelen
- Zegel van Madagaskar
- Wapen van Made en Drimmelen
- Zegel van Maine
- Wapen van Maire
- Wapen van Makkum
- Wapen van Malawi
- Wapen van Maldonado
- Wapen van de Malediven
- Wapen van Maleisië
- Wapen van Mali
- Wapen van Malle
- Wapen van Malmedy
- Wapen van Malta
- Wapen van Man
- Wapen van Manage
- Wapen van Manhay
- Wapen van Mantgum
- Wapen van Marche-en-Famenne
- Wapen van Marchin
- Wapen van Maren
- Wapen van Margraten
- Wapen van Mariekerke (gemeente)
- Wapen van Markelo
- Wapen van Marken
- Wapen van Marne-Middelsee
- Wapen van Marokko
- Wapen van Marrum-Westernijkerk
- Zegel van de Marshalleilanden
- Wapen van Martinique
- Wapen van Marum
- Zegel van Massachusetts
- Vlag van Maule
- Wapen van Maurik
- Zegel van Mauritanië
- Wapen van Mauritius
- Wapen van Mechelen
- Wapen van Mecklenburg
- Wapen van Medemblik
- Wapen van Meeden
- Wapen van Meer en Woude
- Wapen van Meerhout
- Wapen van Meerkerk
- Wapen van Meerlo
- Wapen van Meerlo-Wanssum
- Wapen van Meerssen
- Wapen van Meeuwen
- Wapen van Meeuwen-Gruitrode
- Wapen van Megen, Haren en Macharen
- Wapen van Meierijstad
- Wapen van Meijel
- Wapen van Meise
- Wapen van Meix-devant-Virton
- Wapen van Melick en Herkenbosch
- Wapen van Meliskerke
- Wapen van Melissant
- Wapen van Menaldum
- Wapen van Menaldumadeel
- Wapen van Menen
- Wapen van Menterwolde
- Wapen van Meppel
- Wapen van Meppelerdiep
- Wapen van Merbes-le-Château
- Wapen van Merchtem
- Wapen van Merkelbeek
- Wapen van Merksplas
- Wapen van Messancy
- Wapen van Metslawier
- Wapen van Mettet
- Wapen van Mexico-Stad
- Wapen van Mexico (land)
- Wapen van Mexico (staat)
- Wapen van Mheer
- Wapen van Michoacán de Ocampo
- Zegel van Micronesia
- Zegel van Micronesië
- Wapen van Middelburg
- Wapen van Middelharnis
- Wapen van Middelie
- Wapen van Middelstum
- Wapen van Midden-Delfland
- Wapen van Midden-Drenthe
- Wapen van Midden-Groningen
- Wapen van Middenschouwen
- Wapen van Middenveld
- Wapen van Midwolda
- Wapen van Midwoud
- Wapen van Mierlo
- Wapen van Mierlo-Hout
- Wapen van Mijdrecht
- Wapen van Mijnsheerenland
- Wapen van Mildam
- Wapen van Milheeze
- Wapen van Mill en Sint Hubert
- Wapen van Millingen aan de Rijn
- Wapen van Minas Gerais
- Wapen van Minnertsga
- Zegel van Minnesota
- Wapen van Modave
- Wapen van Moerdijk
- Wapen van Moergestel
- Wapen van Moerkapelle
- Wapen van Moeskroen
- Wapen van Mol
- Wapen van Moldavië
- Wapen van Molenaarsgraaf
- Wapen van Molenend
- Wapen van Molenlanden
- Wapen van Molenwaard
- Wapen van Molkwerum
- Wapen van Momignies
- Wapen van Monaco
- Wapen van Mongolië
- Wapen van Monnickendam
- Wapen van Monster
- Wapen van Mont-Saint-Guibert
- Wapen van Mont-de-l'Enclus
- Zegel van Montana
- Wapen van Montenegro
- Wapen van Montferland
- Wapen van Montfoort
- Wapen van Montfort (Nederland)
- Wapen van Montigny-le-Tilleul
- Wapen van Mook en Middelaar
- Wapen van Moordrecht
- Wapen van Moorsele
- Wapen van Morelos
- Wapen van Morlanwelz
- Wapen van Morra
- Wapen van Mortsel
- Wapen van Mozambique
- Wapen van Muiden
- Wapen van Muiderberg
- Wapen van Munnekezijl
- Wapen van Munstergeleen
- Wapen van Muntendam
- Wapen van Musson
- Wapen van Myanmar

## N
- Wapen van Naaldwijk
- Wapen van Naarden
- Wapen van Namen (provincie)
- Wapen van Namen (stad)
- Wapen van Namibië
- Wapen van Nandrin
- Wapen van Nassau
- Wapen van Nassogne
- Wapen van Nauru
- Wapen van Nayarit
- Wapen van Neder-Betuwe
- Wapen van Nederhemert
- Wapen van Nederhorst den Berg
- Wapen van de Nederlandse Antillen
- Wapen van het Nederlandse militair ordinariaat
- Wapen van Nederlek
- Wapen van de heerlijkheid Nederslingeland
- Wapen van de heerlijkheid Nederveen-Cappel
- Wapen van Nederweert
- Wapen van Nederwetten en Eckart
- Wapen van Neede
- Wapen van Neer
- Wapen van Neerijnen
- Wapen van Neeritter
- Wapen van Neerpelt
- Wapen van Nepal
- Wapen van Nes (Heerenveen)
- Wapen van Nes (Noardeast-Fryslân)
- Wapen van Netterden
- Wapen van Neufchâteau (Luxemburg)
- Zegel van New York (staat)
- Zegel van New York (stad)
- Wapen van Niawier
- Wapen van Nibbixwoud
- Wapen van Nicaragua
- Wapen van Niedorp
- Wapen van Niel
- Wapen van Niemandsvriend
- Wapen van Nieuw-Beijerland
- Wapen van Nieuw-Helvoet
- Wapen van Nieuw-Lekkerland
- Wapen van Nieuw-Vossemeer
- Wapen van Nieuw-Zeeland
- Wapen van Nieuw- en Sint Joosland
- Wapen van Nieuwe-Tonge
- Wapen van Nieuwe Niedorp
- Wapen van Nieuwe Pekela
- Wapen van Nieuwegein
- Wapen van Nieuwendam
- Wapen van Nieuwenhagen
- Wapen van Nieuwenhoorn
- Wapen van Nieuwerkerk (Duiveland)
- Wapen van Nieuwerkerk aan den IJssel
- Wapen van Nieuwerkerke
- Wapen van Nieuwerkerken
- Wapen van Nieuweschans
- Wapen van Nieuweschoot
- Wapen van Nieuwkoop
- Wapen van Nieuwkuijk
- Wapen van Nieuwland
- Wapen van Nieuwlande
- Wapen van Nieuwleusen
- Wapen van Nieuwolda
- Wapen van Nieuwpoort (België)
- Wapen van Nieuwpoort (Zuid-Holland)
- Wapen van Nieuwstadt
- Wapen van Nieuwveen
- Wapen van Nieuwvliet
- Wapen van Niftrik
- Wapen van Niger
- Wapen van Nigeria
- Wapen van Nigtevecht
- Wapen van Nij Altoenae
- Wapen van Nij Beets
- Wapen van Nijbroek
- Wapen van Nijefurd
- Wapen van Nijega
- Wapen van Nijeveen
- Wapen van Nijeveen-Kolderveen
- Wapen van Nijkerk
- Wapen van Nijland
- Wapen van Nijlen
- Wapen van Nijmegen
- Wapen van Nijvel
- Wapen van Nispen
- Wapen van Nisse
- Wapen van Nissewaard
- Wapen van Nistelrode
- Wapen van Niue
- Wapen van Noardeast-Fryslân
- Wapen van Noorbeek
- Wapen van Noord-Beveland
- Wapen van Noord-Holland
- Embleem van Noord-Korea
- Wapen van Noord-Macedonië
- Wapen van Noord-Polsbroek
- Wapen van Noord-Scharwoude
- Wapen van Noordbergum
- Wapen van Noordbroek (gemeente)
- Wapen van Noorddijk
- Wapen van Noordeloos
- Wapen van waterschap Noordenveld
- Wapen van Noordenveld
- Wapen van Noorder-Koggenland
- Wapen van Noorderzijlvest
- Wapen van Noordgouwe
- Wapen van Noordoostpolder
- Wapen van Noordplas
- Wapen van Noordrijn-Westfalen
- Wapen van Noordwelle
- Wapen van Noordwijk (Groningen)
- Wapen van Noordwijk (Zuid-Holland)
- Wapen van Noordwijkerhout
- Wapen van Noordwoude
- Wapen van Noorwegen
- Wapen van Nootdorp
- Wapen van de hertog van Norfolk
- Wapen van Norg
- Vlag van Normandië
- Wapen van Nuenen, Gerwen en Nederwetten
- Wapen van Nuenen en Gerwen
- Wapen van Nuevo León
- Wapen van Nuis-Niebert
- Wapen van Nuland
- Wapen van Numansdorp
- Wapen van Nunspeet
- Wapen van Nuth

## O
- Wapen van Oaxaca
- Wapen van Obbicht en Papenhoven
- Wapen van Obdam
- Wapen van Odijk
- Wapen van Odoorn
- Wapen van Oeffelt
- Wapen van Oeganda
- Wapen van Oegstgeest
- Wapen van Oekraïne
- Wapen van Oenkerk
- Wapen van Oerle
- Wapen van Oezbekistan
- Wapen van Ohey
- Wapen van Ohé en Laak
- Wapen van Oijen en Teeffelen
- Wapen van Oirsbeek
- Wapen van Oirschot
- Wapen van Oisterwijk
- Wapen van Oldambt
- Wapen van Oldambt (waterschap)
- Wapen van Oldeboorn
- Wapen van Oldebroek
- Wapen van Oldehove
- Wapen van Oldekerk
- Wapen van Oldemarkt
- Wapen van Oldenburg
- Wapen van Oldenzaal
- Wapen van Olen
- Wapen van Olne
- Wapen van Olst
- Wapen van Olst-Wijhe
- Wapen van Olterterp
- Embleem van Oman
- Wapen van Ommelanderzeedijk
- Wapen van Ommen
- Wapen van Ommerkanaal
- Wapen van Onderbanken
- Wapen van Onhaye
- Wapen van Onwaard
- Wapen van Ooltgensplaat
- Wapen van Oost-, West- en Middelbeers
- Wapen van Oost-Souburg
- Wapen van Oost-Timor
- Wapen van Oost- en West-Souburg
- Wapen van Oost Gelre
- Wapen van Oostburg
- Wapen van Oostdongeradeel
- Wapen van Oosteeklo
- Wapen van Oostende
- Wapen van Oostenrijk
- Wapen van Oosterbierum
- Wapen van Oosterbroek
- Wapen van Oosterend
- Wapen van Oosterhesselen
- Wapen van Oosterhout
- Wapen van Oosterland
- Wapen van Oosterlittens
- Wapen van Oostermoerse Vaart
- Wapen van Oosternijkerk
- Wapen van Oosterwierum
- Wapen van Oosterzee
- Wapen van Oostflakkee
- Wapen van Oosthem
- Wapen van Oosthuizen
- Wapen van Oostkapelle
- Wapen van Oostmahorn
- Wapen van Oostrum
- Wapen van Ooststellingwerf
- Wapen van Oostvoorne
- Wapen van de heerlijkheid Oostwaard
- Wapen van Oostzaan
- Wapen van Ootmarsum
- Wapen van Opeinde
- Wapen van Opglabbeek
- Wapen van Ophemert
- Wapen van Oploo, Sint Anthonis en Ledeacker
- Wapen van Opmeer
- Wapen van Opperdoes
- Wapen van Opsterland
- Wapen van Opwijk
- Wapen van Opzullik
- Wapen van de Oranje Vrijstaat
- Wapen van Orp-Jauche
- Wapen van Oslo
- Wapen van Oss
- Wapen van Ossendrecht
- Wapen van Ossenisse
- Wapen van Oterleek
- Wapen van Ottersum
- Wapen van Ottignies-Louvain-la-Neuve
- Wapen van Ottoland
- Wapen van het Ottomaanse Rijk
- Wapen van Oud-Alblas
- Wapen van Oud-Beijerland
- Wapen van Oud-Heverlee
- Wapen van Oud-Turnhout
- Wapen van Oud-Valkenburg
- Wapen van Oud-Vossemeer
- Wapen van Oud-Vroenhoven
- Wapen van Oud Beets
- Wapen van Oud en Nieuw Gastel
- Wapen van Ouddorp
- Wapen van Oude-Tonge
- Wapen van waterschap van de Oude IJssel
- Wapen van Oude IJsselstreek
- Wapen van Oude Leije
- Wapen van Oude Niedorp
- Wapen van Oude Pekela
- Wapen van Oudebildtzijl
- Wapen van Oudega (De Friese Meren)
- Wapen van Oudega (Smallingerland)
- Wapen van Oudega (Súdwest-Fryslân)
- Wapen van Oudehaske
- Wapen van Oudelande
- Wapen van Oudenbosch
- Wapen van Oudendijk
- Wapen van Oudenhoorn
- Wapen van Oudenrijn
- Wapen van Ouder-Amstel
- Wapen van Oudergem
- Wapen van Ouderkerk (gemeente)
- Wapen van Ouderkerk aan den IJssel
- Wapen van Oudeschoot
- Wapen van Oudewater
- Wapen van Oudheusden
- Wapen van Oudkarspel
- Wapen van Oudkerk
- Wapen van Oudorp
- Wapen van Oudshoorn
- Wapen van Oudwoude
- Wapen van Ouwerkerk
- Wapen van Overasselt
- Wapen van Overbetuwe
- Wapen van Overijse
- Wapen van Overijssel
- Wapen van Overpelt
- Wapen van Overschie
- Wapen van Overslag
- Wapen van Ovezande
- Wapen van Oxford

## P
- Wapen van Paesens-Moddergat
- Wapen van Pakistan
- Zegel van Palau
- Wapen van Palestina
- Wapen van Paliseul
- Wapen van de Palts
- Wapen van Panama
- Wapen van Pannerden
- Wapen van Papekop
- Wapen van Papendrecht
- Embleem van Papoea-Nieuw-Guinea
- Wapen van Paraguay
- Wapen van Parijs
- Wapen van Parrega
- Wapen van paus Paulus VI
- Wapen van Pecq
- Wapen van Peel en Maas
- Wapen van Peel en Maasvallei
- Wapen van Peer
- Wapen van Peize
- Wapen van Pekel A
- Wapen van Pekela
- Wapen van Pelt
- Wapen van Pepingen
- Wapen van Pepinster
- Wapen van Pernis
- Wapen van Peru
- Wapen van Péruwelz
- Wapen van Perwijs
- Wapen van Petten
- Wapen van Peursum
- Wapen van Philip Mountbatten, hertog van Edinburgh
- Wapen van Philippeville
- Wapen van Philippine
- Wapen van Piaam
- Wapen van Piershil
- Wapen van Pijnacker
- Wapen van Pijnacker-Nootdorp
- Wapen van Pingjum
- Zegel van Pittsburgh
- Wapen van paus Pius X
- Wapen van paus Pius XII
- Wapen van Piëmont
- Wapen van Poederoijen
- Wapen van Polderdistrict Circul van de Ooij
- Wapen van Polderdistrict Rijn en IJssel
- Wapen van Polders gelegen onder Sommelsdijk
- Wapen van Polen
- Wapen van Polsbroek
- Wapen van Pommeren
- Wapen van Pont-à-Celles
- Wapen van Poortugaal
- Wapen van Poortvliet
- Wapen van Poperinge
- Wapen van Poppingawier
- Wapen van Portugal
- Wapen van Posterholt
- Wapen van Princenhage
- Wapen van Prinsenbeek
- Wapen van Profondeville
- Wapen van de koning van Pruisen
- Wapen van Puebla
- Wapen van Puerto Rico
- Wapen van Purmerend
- Wapen van Putte (België)
- Wapen van Putte (Woensdrecht)
- Wapen van Putten
- Wapen van Puttershoek
- Wapen van Puurs

## Q
- Wapen van Qatar
- Wapen van Quaregnon
- Wapen van Querétaro
- Wapen van Quiévrain
- Wapen van Quintana Roo
- Wapen van Quito

## R
- Wapen van Raalte
- Wapen van Raamsdonk
- Wapen van Raard
- Wapen van Ransdorp
- Wapen van Ranst
- Wapen van Rauwerd
- Wapen van Rauwerderhem
- Wapen van Ravels
- Wapen van Ravenstein
- Wapen van Rebecq
- Wapen van Reek
- Wapen van Reest en Wieden
- Wapen van Reeuwijk
- Wapen van Reiderland (gemeente)
- Wapen van Reiderland (waterschap)
- Wapen van Reiderzijlvest
- Wapen van Reimerswaal
- Wapen van Renesse
- Wapen van Rengerskerke en Zuidland
- Wapen van Renkum
- Wapen van Renswoude
- Wapen van de Republiek China (Taiwan)
- Wapen van Retie
- Wapen van Retranchement
- Wapen van Reusel
- Wapen van Reusel-De Mierden
- Wapen van Rheden
- Wapen van Rhenen
- Wapen van Rhoon
- Wapen van Ridderkerk
- Wapen van Ried (Nederland)
- Wapen van Riegmeer
- Wapen van Riemst
- Wapen van Rien
- Wapen van Riethoven
- Wapen van Rijkevorsel
- Wapen van Rijnsaterwoude
- Wapen van Rijnsburg
- Wapen van Rijnwaarden
- Wapen van Rijnwoude
- Wapen van Rijperkerk
- Wapen van Rijsbergen
- Wapen van Rijsenburg
- Wapen van Rijsenburg (gebouw)
- Wapen van Rijsoord
- Wapen van Rijssen
- Wapen van Rijssen-Holten
- Wapen van Rijswijk (Noord-Brabant)
- Wapen van Rijswijk (Zuid-Holland)
- Wapen van Rilland
- Wapen van Rilland-Bath
- Wapen van Rinsumageest
- Wapen van Rio de Janeiro (staat)
- Wapen van Rio de Janeiro (stad)
- Wapen van Ritthem
- Wapen van Rivierenland
- Wapen van Rixensart
- Wapen van Rochefort
- Wapen van Rockanje
- Wapen van Roden (Nederland)
- Wapen van Roemenië
- Wapen van Roer en Overmaas
- Wapen van Roerdalen
- Wapen van Roermond
- Wapen van bisdom Roermond
- Wapen van Roggel
- Wapen van Roggel en Neer
- Wapen van Rolde
- Wapen van Roodhuis
- Wapen van Roodkerk
- Wapen van Roordahuizum
- Wapen van Roosdaal
- Wapen van Roosendaal
- Wapen van Roosendaal en Nispen
- Wapen van Roosteren
- Wapen van Rosmalen
- Wapen van Rossum
- Wapen van Rotselaar
- Wapen van Rotterdam
- Wapen van bisdom Rotterdam
- Wapen van Rottevalle
- Wapen van Rottum (Friesland)
- Wapen van Rouvroy
- Wapen van Roxenisse
- Wapen van Rozenburg
- Wapen van Rozendaal
- Wapen van Rucphen
- Wapen van Ruinen
- Wapen van Ruinerwold
- Wapen van Ruisbroek
- Wapen van Rumes
- Wapen van Rumst
- Wapen van Rupelmonde
- Wapen van Rusland
- Wapen van Ruurlo
- Wapen van Ruwiel
- Wapen van Rwanda

## S
- Wapen van Saba
- Wapen van Saint-Ghislain
- Wapen van Saint-Pierre en Miquelon
- Wapen van Saint Kitts en Nevis
- Wapen van Saint Lucia
- Wapen van Saint Vincent en de Grenadines
- Wapen van Saksen
- Wapen van Salm
- Wapen van de Salomonseilanden
- Wapen van Salvador
- Wapen van Sambeek
- Wapen van Samoa
- Wapen van San Luis Potosí
- Wapen van San Marino
- Wapen van Sandelingen-Ambacht
- Wapen van São Paulo (staat)
- Wapen van São Paulo (stad)
- Wapen van Sao Tomé en Principe
- Wapen van Saoedi-Arabië
- Wapen van Sappemeer
- Wapen van Sardinië
- Wapen van Sas van Gent
- Wapen van Sassenheim
- Wapen van Sayn
- Wapen van Schaarbeek
- Wapen van Schaesberg
- Wapen van Schagen
- Wapen van Schaijk
- Wapen van Schalkwijk
- Wapen van Schardam
- Wapen van Scharnegoutum
- Wapen van Scharwoude
- Wapen van Scheemda
- Wapen van Schelle
- Wapen van Schellingwoude
- Wapen van Schellinkhout
- Wapen van Schelluinen
- Wapen van Schermer
- Wapen van Schermerhorn
- Wapen van Scherpenheuvel-Zichem
- Wapen van Scherpenisse
- Wapen van Scherpenzeel
- Wapen van Schettens
- Wapen van Scheveningen
- Wapen van Schiebroek
- Wapen van Schiedam
- Wapen van Schiermonnikoog
- Wapen van Schijndel
- Wapen van Schilde
- Wapen van Schimmert
- Wapen van Schinnen
- Wapen van Schinveld
- Wapen van Schipluiden
- Wapen van Schoondijke
- Wapen van Schoonebeek
- Wapen van Schoonhoven
- Wapen van Schoonrewoerd
- Wapen van Schoorl
- Wapen van Schore
- Wapen van Schoten (België)
- Wapen van Schoten (Nederland)
- Wapen van Schoterland
- Wapen van Schotland
- Wapen van Schouwen-Duiveland
- Wapen van Schraard
- Wapen van Schuddebeurs en Simonshaven
- Wapen van Sealand
- Wapen van Senegal
- Wapen van Sergipe
- Wapen van Serooskerke (Schouwen-Duiveland)
- Wapen van Serooskerke (Veere)
- Wapen van Servië
- Wapen van Servië en Montenegro
- Wapen van Sevenum
- Wapen van de Seychellen
- Wapen van Sicilië
- Wapen van Siegerswoude
- Wapen van Sierra Leone
- Wapen van Sijbekarspel
- Wapen van Sijbrandaburen
- Wapen van Sijbrandahuis
- Wapen van Simpelveld
- Wapen van Sinaloa
- Wapen van Singapore
- Wapen van Sinoutskerke en Baarsdorp
- Wapen van Sint-Agatha-Berchem
- Wapen van Sint-Amands
- Wapen van Sint-Annaland
- Wapen van Sint-Genesius-Rode
- Wapen van Sint-Gillis
- Wapen van Sint-Jans-Molenbeek
- Wapen van Sint-Joost-ten-Node
- Wapen van Sint-Katelijne-Waver
- Wapen van Sint-Lambrechts-Woluwe
- Wapen van Sint-Maartensdijk
- Wapen van Sint-Martens-Latem
- Wapen van Sint-Michielsgestel (gemeente)
- Wapen van Sint-Michielsgestel (plaats)
- Wapen van Sint-Niklaas
- Wapen van Sint-Oedenrode
- Wapen van Sint-Pieters-Leeuw
- Wapen van Sint-Pieters-Woluwe
- Wapen van Sint-Truiden
- Wapen van Sint Anna ter Muiden
- Wapen van Sint Annaparochie
- Wapen van Sint Anthoniepolder
- Wapen van Sint Anthonis
- Wapen van Sint Eustatius
- Wapen van Sint Geertruid
- Wapen van Sint Jacobiparochie
- Wapen van Sint Jansteen
- Wapen van Sint Kruis
- Wapen van Sint Laurens
- Wapen van Sint Maarten (Noord-Holland)
- Wapen van Sint Maarten (land)
- Wapen van Sint Maartensregt
- Wapen van Sint Odiliënberg
- Wapen van Sint Pancras
- Wapen van Sint Philipsland
- Wapen van Sint Pieter
- Wapen van Sirjansland
- Wapen van Sittard
- Wapen van Sivry-Rance
- Wapen van Skarsterlân
- Wapen van Sleen
- Wapen van Slenaken
- Wapen van Sliedrecht
- Wapen van Slochteren
- Wapen van Sloten (Friesland)
- Wapen van Sloten (Noord-Holland)
- Wapen van Slovenië
- Wapen van Slowakije
- Wapen van Sluipwijk
- Wapen van Sluis-Aardenburg
- Wapen van Sluis (gemeente)
- Wapen van Sluis (voormalige gemeente)
- Wapen van Smalle Ee-De Wilgen
- Wapen van Smallingerland
- Wapen van Smilde
- Wapen van Smilde (waterschap)
- Wapen van Sneek
- Wapen van Snelrewaard
- Wapen van Soedan
- Wapen van Soerendonk, Sterksel en Gastel
- Wapen van Soest (Nederland)
- Wapen van Solms
- Wapen van Somalië
- Wapen van Someren
- Wapen van Somme-Leuze
- Wapen van Sommelsdijk
- Wapen van Son en Breugel
- Wapen van Sonora
- Zegel van South Dakota
- Wapen van de Sovjet-Unie
- Wapen van Spa
- Wapen van Spaarndam
- Wapen van Spaarnwoude
- Wapen van Spanbroek
- Wapen van Spanje
- Wapen van Spannum
- Wapen van Spaubeek
- Wapen van Spijk
- Wapen van Spijkenisse
- Wapen van Sprang
- Wapen van Sprang-Capelle
- Wapen van Sri Lanka
- Wapen van Stabroek
- Wapen van Stad Almelo
- Wapen van Stad Delden
- Wapen van Stad Hardenberg
- Wapen van Stad Ommen
- Wapen van Stad aan 't Haringvliet
- Wapen van Stadskanaal
- Wapen van Standdaarbuiten
- Wapen van Staphorst
- Wapen van Stavelot
- Wapen van Stavenisse
- Wapen van Stavoren
- Wapen van Stede Broec
- Wapen van Stedum
- Wapen van Steenbergen
- Wapen van Steenderen
- Wapen van Steendorp
- Wapen van Steenokkerzeel
- Wapen van Steenwijk
- Wapen van Steenwijkerland
- Wapen van Steenwijkerwold
- Wapen van Stein
- Wapen van Stellendam
- Wapen van Sterkenburg
- Wapen van Stevensweert
- Wapen van Stichtse Vecht
- Wapen van Stiphout
- Wapen van Stolberg
- Wapen van Stolwijk
- Wapen van Stompwijk
- Wapen van Stoppeldijk
- Wapen van Stormpolder
- Wapen van Stoutenburg
- Wapen van Stramproy
- Wapen van Stratum
- Wapen van Streefkerk
- Wapen van Strevelshoek
- Wapen van Strijen
- Wapen van Strijp
- Wapen van Suameer
- Wapen van Suawoude
- Wapen van Súdwest-Fryslân
- Wapen van Surhuisterveen
- Wapen van Surhuizum
- Wapen van Suriname
- Wapen van Susteren
- Wapen van 't Suydevelt
- Wapen van oblast Sverdlovsk
- Wapen van Swalmen
- Wapen van Swaziland
- Wapen van Swichum
- Wapen van Syrië

## T
- Wapen van Tabasco
- Wapen van Tadzjikistan
- Wapen van Tallinn
- Wapen van Tamaulipas
- Wapen van Tanzania
- Zegel van Tbilisi
- Wapen van Teerns
- Wapen van Tegelen
- Wapen van Ten Boer
- Wapen van Ter Aar
- Wapen van Terband
- Wapen van Terborg
- Wapen van Terheijden
- Wapen van Terherne
- Wapen van Termunten
- Wapen van Ternaard
- Wapen van Ternat
- Wapen van Terneuzen
- Wapen van Terschelling
- Wapen van Tervuren
- Wapen van Terwispel
- Wapen van Terzool
- Wapen van Tessenderlo
- Wapen van Teteringen
- Wapen van Texel
- Wapen van Texel (waterschap)
- Wapen van Teylingen
- Embleem van Thailand
- Wapen van Tholen
- Wapen van Thorn (Limburg)
- Wapen van Tibet
- Wapen van Tiel
- Wapen van Tielrode
- Wapen van Tielt-Winge
- Wapen van Tienen
- Wapen van Tienhoven (Stichtse Vecht)
- Wapen van Tienhoven aan de Lek
- Wapen van Tietjerk
- Wapen van Tietjerksteradeel
- Wapen van Tijnje
- Wapen van Tilburg
- Wapen van Tjalleberd
- Wapen van Tjerkwerd
- Wapen van Tlaxcala
- Wapen van Togo
- Embleem van Tokelau
- Wapen van Tonga
- Wapen van Tongelre
- Wapen van Tongeren
- Embleem van Transnistrië
- Wapen van Tremelo
- Wapen van Trentino-Zuid-Tirol
- Wapen van Triemen
- Wapen van Trinidad en Tobago
- Wapen van Tsjaad
- Wapen van Tsjechië
- Wapen van Tsjecho-Slowakije
- Wapen van Tubbergen
- Wapen van Tunesië
- Embleem van Turkije
- Wapen van Turkmenistan
- Wapen van de Turks- en Caicoseilanden
- Wapen van de Turkse Republiek Noord-Cyprus
- Wapen van Turnhout
- Wapen van Tuvalu
- Wapen van Twello
- Wapen van Twenterand
- Wapen van Twijzel
- Wapen van Twijzelerheide
- Wapen van Twisk
- Wapen van Tynaarlo
- Wapen van Tzum
- Wapen van Tzummarum

## U
- Wapen van Ubach over Worms
- Wapen van Ubbergen
- Wapen van Uden
- Wapen van Udenhout
- Wapen van Uitgeest
- Wapen van Uithoorn
- Wapen van Uithuizen
- Wapen van Uithuizermeeden
- Wapen van Ukkel
- Wapen van Ulestraten
- Wapen van Ulrum
- Wapen van Ulvenhout
- Wapen van Ureterp
- Wapen van Urk
- Wapen van Urmond
- Wapen van Ursem
- Wapen van Uruguay
- Wapen van Usquert
- Zegel van Utah
- Wapen van Utingeradeel
- Wapen van Utrecht (provincie)
- Wapen van Utrecht (stad)
- Wapen van het aartsbisdom Utrecht
- Wapen van Utrechtse Heuvelrug

## V
- Wapen van Vaals
- Wapen van Valburg
- Wapen van Valkenburg (Limburg)
- Wapen van Valkenburg (Zuid-Holland)
- Wapen van Valkenburg aan de Geul
- Wapen van Valkenisse (Walcheren)
- Wapen van Valkenisse (Zuid-Beveland)
- Wapen van Valkenswaard
- Wapen van Vallei en Eem
- Wapen van Vallei en Veluwe
- Wapen van Vanuatu
- Wapen van Varik
- Wapen van Vaticaanstad
- Wapen van Vechtstromen
- Wapen van Veen- en Geestlanden
- Wapen van Veen (Aalburg)
- Wapen van Veendam
- Wapen van Veenendaal
- Wapen van Veenhuizen
- Wapen van Veenklooster
- Wapen van het Veenraadschap der Geldersche en Stichtsche Veenen
- Wapen van Veenwouden
- Wapen van Veere
- Wapen van Veghel
- Wapen van Veldhoven
- Wapen van Veldhoven en Meerveldhoven
- Wapen van Velp
- Wapen van Velsen
- Wapen van Veluwe
- Wapen van Veneto
- Wapen van Venezuela
- Wapen van Venhuizen
- Wapen van Venlo
- Wapen van Venray
- Wapen van Veracruz de Ignacio de la Llave
- Regiment Verbindingstroepen
- Wapen van de Verenigde Arabische Emiraten
- Wapen van het Verenigd Koninkrijk
- Grootzegel van de Verenigde Staten
- Wapen van de Verenigde Staten van Centraal-Amerika
- Wapen van Verwolde
- Wapen van Vessem, Wintelre en Knegsel
- Wapen van Veur
- Wapen van Vianen
- Wapen van Vierlingsbeek
- Wapen van Vierpolders
- Embleem van Vietnam
- Wapen van Vijfheerenlanden
- Wapen van Vilnius
- Wapen van Vilvoorde
- Wapen van Vinkeveen
- Wapen van Vinkeveen en Waverveen
- Wapen van Vlaams-Brabant
- Wapen van Vlaanderen
- Wapen van Vlaardingen
- Wapen van Vlaardingerambacht
- Wapen van Vlagtwedde
- Wapen van Vlamertinge
- Wapen van Vledder
- Wapen van Vleuten
- Wapen van Vleuten-De Meern
- Wapen van Vlieland
- Wapen van Vlierden
- Wapen van Vliet
- Wapen van Vlijmen
- Wapen van Vlissingen
- Wapen van Vlist
- Wapen van Vlodrop
- Wapen van Voeren
- Wapen van Voerendaal
- Wapen van Vogelwaarde
- Wapen van Volendam
- Wapen van de Volksrepubliek China
- Wapen van Vollenhove
- Wapen van Voorburg
- Wapen van Voorhout
- Wapen van Voorschoten
- Wapen van Voorst
- Wapen van Vorden
- Wapen van Vorselaar
- Wapen van Vorst
- Wapen van Vosselaar
- Wapen van Vreeland
- Wapen van Vreeswijk
- Wapen van Vries
- Wapen van Vriezenveen
- Wapen van Vrijenban
- Wapen van Vrijhoeve-Capelle
- Wapen van Vrouwenparochie
- Wapen van Vrouwenpolder
- Wapen van Vught
- Wapen van Vuren

## W
- Wapen van Waadhoeke
- Wapen van Waalre
- Wapen van Waals-Brabant
- Wapen van Waalwijk
- Wapen van Waarde
- Wapen van Waardenburg
- Wapen van Waarder
- Wapen van Waaxens (Noardeast-Fryslân)
- Wapen van Waaxens (Súdwest-Fryslân)
- Wapen van Waddinxveen
- Wapen van Wadenoijen
- Wapen van Wageningen
- Wapen van Waldeck
- Wapen van Walhain
- Wapen van Wallis en Futuna
- Wapen van Wallonië
- Wapen van Wamel
- Wapen van Wanneperveen
- Wapen van Wanroij
- Wapen van Wanssum
- Wapen van Wanze
- Wapen van Wapse
- Wapen van Warder
- Wapen van Warffum
- Wapen van Warfstermolen
- Wapen van Warga
- Wapen van Warmenhuizen
- Wapen van Warmond
- Wapen van Warns
- Wapen van Warnsveld
- Wapen van Warstiens
- Wapen van Wartena
- Zegel van Washington (staat)
- Wapen van Waspik
- Wapen van Wassenaar
- Wapen van Wateringen
- Wapen van Waterland
- Wapen van Waterlandkerkje
- Wapen van Waterloo
- Wapen van Watermaal-Bosvoorde
- Wapen van Waterschap Groot-Haarlemmermeer
- Wapen van Waterschap Noord-Beveland
- Wapen van Waterschap Noord- en Zuid-Beveland
- Wapen van Waterschap Noordoostpolder
- Wapen van Waterschap Walcheren
- Wapen van Waterschap Westfriesland
- Wapen van Waterschap van de Berkel
- Wapen van Waverveen
- Wapen van Wedde
- Wapen van Weerdinge
- Wapen van Weerselo
- Wapen van Weert
- Wapen van Weesp
- Wapen van Weesperkarspel
- Wapen van Wehl
- Wapen van Weidum
- Wapen van Wellen
- Wapen van Wellington
- Wapen van Welsrijp
- Wapen van Wemeldinge
- Wapen van Wemmel
- Wapen van Werkendam
- Wapen van Werkhoven
- Wapen van Wervershoof
- Wapen van Wessem
- Wapen van West-Friesland
- Wapen van West-Souburg
- Wapen van West Betuwe
- Wapen van West Maas en Waal
- Wapen van West Papoea
- Wapen van Westbroek
- Wapen van Westdongeradeel
- Wapen van Westdorpe
- Wapen van Westenschouwen
- Wapen van Wester-Koggenland
- Wapen van Westerbork
- Wapen van Westergeest
- Wapen van Westerhoven
- Wapen van Westerkwartier (gemeente)
- Wapen van Westerkwartier (waterschap)
- Wapen van Westerlo
- Wapen van Westerschouwen
- Wapen van Westerveld
- Wapen van Westervoort
- Wapen van Westerwolde (gemeente)
- Wapen van Westhoek
- Wapen van Westkapelle
- Wapen van Westkapelle-Buiten en Sirpoppekerke
- Wapen van Westkerke
- Wapen van Westland
- Wapen van Westmaas
- Wapen van Weststellingwerf
- Wapen van Westvoorne
- Wapen van Westwoud
- Wapen van Westzaan
- Wapen van Wetsens
- Wapen van Wetterskip Fryslân
- Wapen van Wezembeek-Oppem
- Wapen van Wezet
- Wapen van Wied
- Wapen van Wieldrecht
- Wapen van Wier
- Wapen van Wierden
- Wapen van Wieringen
- Wapen van Wieringermeer
- Wapen van Wieringerwaard
- Wapen van Wierum
- Wapen van Wieuwerd
- Wapen van Wijchen
- Wapen van Wijckel
- Wapen van Wijdemeren
- Wapen van Wijdenes
- Wapen van Wijdewormer
- Wapen van Wijhe
- Wapen van Wijk aan Zee en Duin
- Wapen van Wijk bij Duurstede
- Wapen van Wijk en Aalburg
- Wapen van Wijlre
- Wapen van Wijnandsrade
- Wapen van Wijnegem
- Wapen van Wijngaarden
- Wapen van Wijnjewoude
- Wapen van Wijns
- Wapen van Wildervank
- Wapen van Willebroek
- Wapen van Willemstad
- Wapen van Willeskop
- Wapen van Willige Langerak
- Wapen van Wilnis
- Wapen van Wilsum
- Wapen van Wimmenum
- Wapen van Wingene
- Wapen van Winkel
- Wapen van Winschoten
- Wapen van Winsum (Friesland)
- Wapen van Winsum (Groningen)
- Wapen van Winterswijk
- Wapen van Wirdum (Friesland)
- Wapen van Wisch
- Wapen van Wissekerke
- Wapen van Wissenkerke
- Embleem van Wit-Rusland
- Wapen van Witmarsum
- Wapen van Wittem
- Wapen van Woensdrecht
- Wapen van Woensel
- Wapen van Woerden
- Wapen van Wognum
- Wapen van Wolphaartsdijk
- Wapen van Wommelgem
- Wapen van Wommels
- Wapen van Wons
- Wapen van Wonseradeel
- Wapen van Workum
- Wapen van Wormer
- Wapen van Wormerland
- Wapen van Wormerveer
- Wapen van Woubrugge
- Wapen van Woudenberg
- Wapen van Woudrichem
- Wapen van Woudsend
- Wapen van 't Woudt
- Wapen van Wouterswoude
- Wapen van Wouw
- Wapen van Württemberg
- Wapen van Wuustwezel
- Wapen van Wymbritseradeel
- Wapen van Wytgaard

## X
- Wapen van Xàtiva

## Y
- Wapen van Yerseke
- Wapen van Yucatán

## Z
- Wapen van Zaamslag
- Wapen van Zaandam
- Wapen van Zaandijk
- Wapen van de heerlijkheid Zaanen
- Wapen van Zaanstad
- Wapen van Zacatecas
- Wapen van Zalk en Veecaten
- Wapen van Zaltbommel
- Wapen van Zambia
- Wapen van Zandbulten
- Wapen van Zandhoven
- Wapen van Zandleij
- Wapen van 't Zandt
- Wapen van Zandvoort
- Wapen van Zaventem
- Wapen van Zeddam
- Wapen van Zederik
- Wapen van Zeeland (Noord-Brabant)
- Wapen van Zeeland (provincie)
- Wapen van Zeevang
- Wapen van Zeewolde
- Wapen van Zegveld
- Wapen van Zegwaard
- Wapen van Zeist
- Wapen van Zelhem
- Wapen van Zelzate
- Wapen van Zemst
- Wapen van Zesgehuchten
- Wapen van Zevenaar
- Wapen van Zevenbergen
- Wapen van Zevenhoven
- Wapen van Zevenhuizen-Moerkapelle
- Wapen van Zevenhuizen (Westerkwartier)
- Wapen van Zevenhuizen (Zuidplas)
- Wapen van Zierikzee
- Wapen van Zijpe
- Vogel van Zimbabwe
- Wapen van Zimbabwe
- Wapen van Zinnik
- Wapen van Zoelen
- Wapen van Zoersel
- Wapen van Zoetermeer
- Wapen van Zoeterwoude
- Wapen van Zonhoven
- Wapen van Zonnemaire
- Wapen van Zorgvlied
- Wapen van Zottegem
- Wapen van Zoutelande
- Wapen van Zouteveen
- Wapen van Zoutleeuw
- Wapen van Zuid-Afrika
- Wapen van Zuid-Beijerland
- Wapen van Zuid-Georgia en de Zuidelijke Sandwicheilanden
- Wapen van Zuid-Holland
- Wapen van Zuid-Korea
- Zegel van Zuid-Ossetië
- Wapen van Zuid-Polsbroek
- Wapen van Zuid-Scharwoude
- Wapen van Zuid-Soedan
- Wapen van Zuid- en Noord-Schermer
- Wapen van Zuid- en Noordeinderpolder
- Wapen van Zuidbroek (Groningen)
- Wapen van Zuidbroek (Zuid-Holland)
- Wapen van Zuiddorpe
- Wapen van Zuidhorn
- Wapen van Zuidland
- Wapen van Zuidlaren
- Wapen van Zuidplas
- Wapen van Zuidwolde
- Wapen van Zuidzande
- Wapen van Zuilen
- Wapen van Zuilichem
- Wapen van Zuiveringsschap Drenthe
- Wapen van Zulte
- Wapen van Zundert
- Wapen van Zurich (Nederland)
- Wapen van Zutendaal
- Wapen van Zutphen
- Wapen van het graafschap Zutphen
- Wapen van Zwaag
- Wapen van Zwaagdijk-West
- Wapen van Zwaagwesteinde
- Wapen van Zwagerbosch
- Wapen van Zwagerveen
- Wapen van Zwake
- Wapen van Zwalm
- Wapen van Zwammerdam
- Wapen van Zwartewaal
- Wapen van Zwartewaterland
- Wapen van Zwartsluis
- Wapen van Zweden
- Wapen van Zweeloo
- Wapen van Zwijndrecht (België)
- Wapen van Zwijndrecht (Nederland)
- Wapen van Zwitserland
- Wapen van Zwolle
- Wapen van Zwollerkerspel